# ساموکووو
ساموکووو (به صربی: Samokovo) یک منطقهٔ مسکونی در صربستان است که در کورشوملیا واقع شده‌است. ساموکووو ۶۱ نفر جمعیت دارد.